# Alexander Schmid (Skirennläufer)
Alexander Schmid (* 9. Juni 1994 in Oberstdorf) ist ein deutscher Skirennläufer. Er ist auf die Disziplinen Riesenslalom und Slalom spezialisiert. Sein älterer Bruder Manuel Schmid war ebenfalls Skirennläufer.

## Biografie
Schmid begann im Alter von zwei Jahren mit dem Skifahren. Mit vier Jahren nahm er regelmäßig an dem von seiner Mutter, die selbst zuvor im Weltcup gefahren war, geleiteten Trainingseinheit im heimischen Skiklub teil. Nach einigen Erfolgen auf Gau- und Landesebene wurde er Mitglied in der Lehrgangsgruppe I a des Nationalteams. Am 19. Dezember 2009 debütierte er mit einem 19. Rang im Slalom in St. Moritz in einem FIS-Rennen. Im Februar 2011 trat er beim in Liberec ausgetragenen Europäischen Olympischen Jugendfestival an und erreichte zwei Platzierungen unter den besten Zehn. Ziemlich genau ein Jahr darauf startete Schmid in der Saison 2011/2012 am 17. Februar 2012 in Oberjoch erstmals im Europacup. Wenige Wochen später wurde er bei den Juniorenweltmeisterschaften 2012 in Roccaraso Fünfter im Riesenslalom. Nachdem er bis dahin nur einmal unter die besten Zehn gefahren war, konnte er in seinem 19. Europacup-Rennen am 9. Februar 2015, dem Riesenslalom in Bad Hindelang, schließlich seinen ersten Sieg feiern.
Schmid, der seit 2013 Mitglied des Zoll-Ski-Teams ist, debütierte im Alpinen Skiweltcup, als er am 26. Oktober 2014 zum Riesenslalom in Sölden antrat. Eine erfolgreiche Periode erlebte er im Frühjahr 2015, als er nach seinem erwähnten Europacupsieg auch deutscher Juniorenmeister im Riesenslalom und deutscher Meister sowohl im Slalom als auch im Riesenslalom wurde sowie bei den Juniorenweltmeisterschaften in Hafjell mit dem deutschen Team die Bronzemedaille im Mannschaftswettbewerb gewann. Beim Weltcup-Riesenslalom am 9. Dezember 2017 im französischen Val-d’Isère wurde Schmid Sechster, holte seine ersten Weltcuppunkte und qualifizierte sich für die Olympischen Winterspiele 2018 in Pyeongchang. Dort nahm er am Mannschaftswettbewerb teil und schied im ersten Lauf des Riesenslaloms aus.
Der erste Weltcup-Podestplatz gelang Schmid am 9. Februar 2020 im Parallel-Riesenslalom von Chamonix. Bei den Weltmeisterschaften 2021 in Cortina d’Ampezzo gewann er zusammen mit Andrea Filser, Emma Aicher, Lena Dürr, Stefan Luitz und Linus Straßer im Teamwettbewerb die Bronzemedaille. Beim Riesenslalom-Weltcup am 20. Dezember 2021 in Alta Badia holte Schmid mit Rang 3 seinen ersten Riesenslalom-Podestplatz. Bei den Olympischen Winterspielen 2022 gewann Schmid nach Rang 19 im Slalom und einem Ausfall im Riesenslalom die Silbermedaille im Mannschaftswettbewerb, zusammen mit Emma Aicher, Lena Dürr, Julian Rauchfuss und Linus Straßer.
Bei den Skiweltmeisterschaften 2023 in Courchevel/Méribel gewann Schmid die Goldmedaille im Parallelrennen. Es war die erste Goldmedaille für die DSV-Herren in einem Einzelbewerb, seit Hansjörg Tauscher 1989 die Abfahrt gewann. Anfang März 2023 zog sich Schmid beim Riesenslalom-Training in Berchtesgaden einen Riss des vorderen Kreuzbandes im linken Knie zu und musste sich einer Operation unterziehen.

## Auszeichnungen
- 2022: Silbernes Lorbeerblatt[4]

## Erfolge

### Olympische Spiele
- Pyeongchang 2018: 5. Mannschaftswettbewerb
- Peking 2022: 2. Mannschaftswettbewerb, 19. Slalom

### Weltmeisterschaften
- Åre 2019: 8. Riesenslalom
- Cortina d’Ampezzo 2021: 3. Mannschaftswettbewerb, 4. Parallelrennen
- Courchevel/Méribel 2023: 1. Parallelrennen, 6. Mannschaftswettbewerb, 15. Riesenslalom

### Weltcup
- 15 Platzierungen unter den besten zehn in Einzelrennen, davon 3 Podestplätze
- 2 Podestplätze bei Mannschaftswettbewerben

### Weltcupwertungen
| Saison  | Gesamt | Gesamt | Riesenslalom | Riesenslalom | Slalom | Slalom | Parallel | Parallel |
| Saison  | Platz  | Punkte | Platz        | Punkte       | Platz  | Punkte | Platz    | Punkte   |
| ------- | ------ | ------ | ------------ | ------------ | ------ | ------ | -------- | -------- |
| 2017/18 | 66.    | 92     | 20.          | 92           | –      | –      | –        | –        |
| 2018/19 | 81.    | 70     | 24.          | 70           | –      | –      | –        | –        |
| 2019/20 | 44.    | 165    | 19.          | 92           | –      | –      | 5.       | 73       |
| 2020/21 | 33.    | 248    | 16.          | 188          | –      | –      | 3.       | 60       |
| 2021/22 | 39.    | 211    | 12.          | 175          | 44.    | 18.    | 14.      | 18       |
| 2022/23 | 46.    | 178    | 14.          | 178          | –      | –      | –        | –        |
| 2023/24 | 45.    | 184    | 14.          | 184          | –      | –      | –        | –        |

### Europacup
- 3 Platzierungen unter den besten zehn, davon 1 Sieg:

| Datum           | Ort      | Land        | Disziplin    |
| --------------- | -------- | ----------- | ------------ |
| 9. Februar 2015 | Oberjoch | Deutschland | Riesenslalom |

### Juniorenweltmeisterschaften
- Roccaraso 2012: 5. Riesenslalom, 9. Kombination, 28. Slalom, 32. Super-G, 39. Abfahrt
- Jasná 2014: 11. Riesenslalom, 23. Slalom

### Weitere Erfolge
- 2 deutsche Meistertitel: Riesenslalom 2015, Slalom 2015
- 2 deutsche Juniorenmeistertitel: Riesenslalom 2012 und 2015
- 3 Podestplätze im Far East Cup, davon 1 Sieg
- Europäisches Olympisches Jugendfestival 2011: 8. Riesenslalom, 10. Slalom
- 8 Siege bei FIS-Rennen